# 謝毅 (作家)
謝毅（1979年—），香港時事、經濟評論專欄作家，曾為《香港蘋果日報》〈蘋果批〉及《AM730》新國富論一欄作者。

## 著作
2007年11月
《往左走．往右走海耶克啟迪自由之路》
ISBN：978 9881706843
編著：與獅子山學會合著
定價：HK$88
2010年10月
《不方便的通識》
ISBN：978 9881847751
編著：謝毅
定價：HK$59

## 外部連結
- AM730（页面存档备份，存于）
- 蘋果批的文章
- 薯淘同雞（页面存档备份，存于）